# Сиртаки

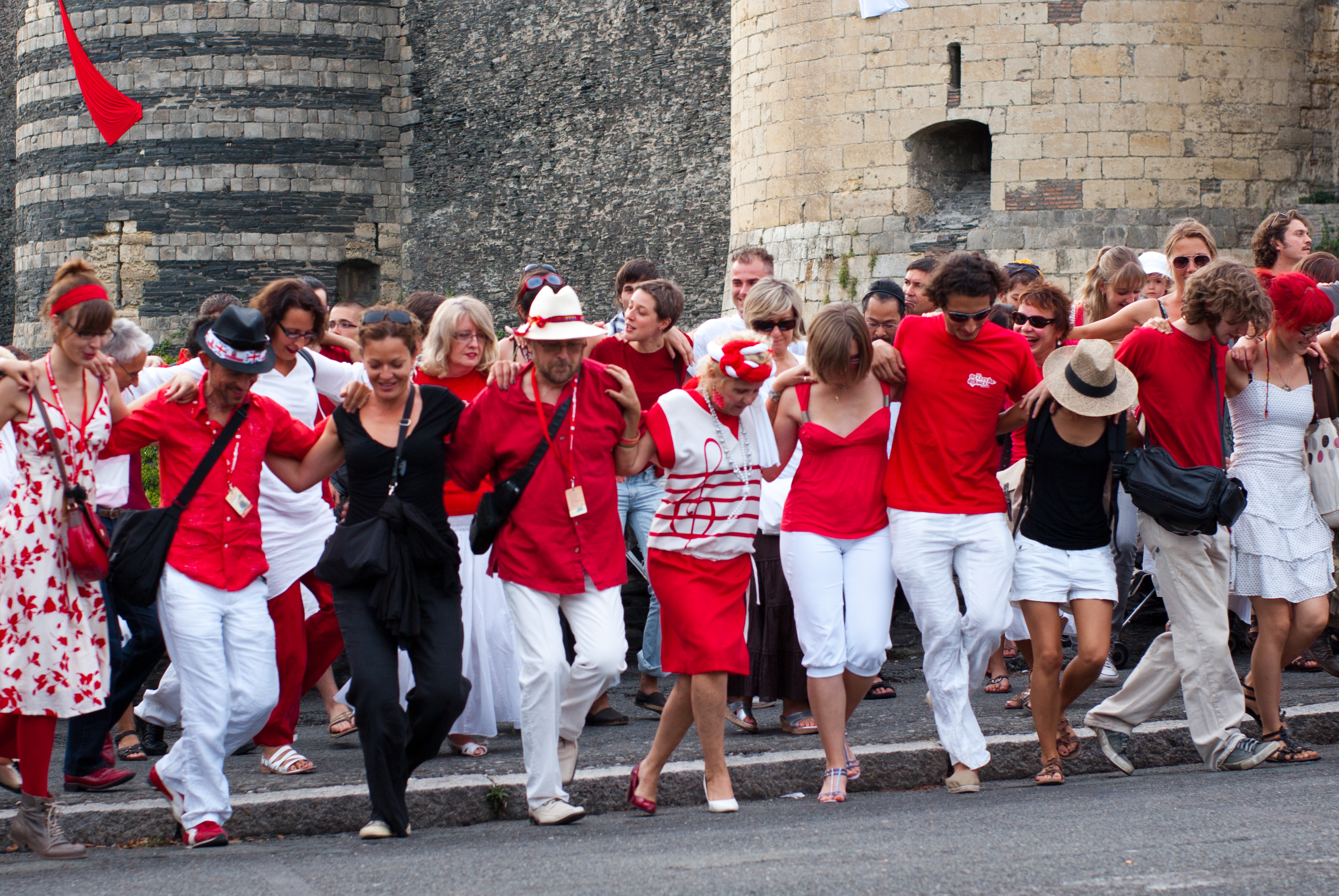
Сиртаки в исполнении участников фестиваля Accroche-Cœurs

Сирта́ки (от греч. συρτάκι — касание) — танец, созданный в 1964 году для фильма «Грек Зорба». Он не является народным греческим танцем, однако представляет собой сочетание медленных и быстрых версий хасапико — старинного танца воинов. Танец сиртаки, а также музыку к нему, написанную греческим композитором Микисом Теодоракисом, иногда называют «Танец Зорбы». Хореографом фильма и, в частности, танца Зорбы и Бэзила в финальной сцене, был Йоргос Провиас.
После выхода фильма на экран сиртаки стал самым популярным греческим танцем в мире и одним из символов Греции, хотя многие до сих пор ошибочно считают его древним греческим народным фольклором.
Инструментальная версия композиции Теодоракиса была выпущена на пластинке в 1965 году под названием Zorba's Dance.

## История создания
В своих мемуарах сыгравший в фильме «Грек Зорба» главную роль американец Энтони Куинн вспоминает, что финальная сцена, в которой Алексис Зорба учит Бэзила на пляже танцу, должна была сниматься в последний день. Однако днём раньше Куинн сломал ногу. Когда спустя несколько дней съёмки возобновили, Куинн мог обходиться без гипса, но он был не в состоянии подпрыгивать в танце, как этого требовал сценарий.
Режиссёр фильма Михалис Какояннис расстроился, но Куинн обнадёжил его.

И я танцевал. Я не мог поднимать ногу и опускать её — боль была нестерпимой — но я понял, что могу волочить её без особого дискомфорта. Тем самым я придумал танец с необычным скользяще-тянущим шагом. Я вытягивал руки, как в традиционных греческих танцах, и шаркал по песку.

Впоследствии Какояннис спросил его, как называется этот танец. Куинн ответил:

Это сиртаки. Народный танец. Меня научил ему один из местных жителей.

## Происхождение названия
По воспоминаниям Куинна, он выдумал название танца; возможно, по созвучию с названием существующего критского танца. «Сиртаки» — уменьшительная форма греческого слова «сиртос», которое является общим названием для нескольких критских народных танцев. Сиртос нередко противопоставляется другому критскому танцевальному стилю — пидихтосу, включающему элементы с прыжками и скачками. Сиртаки содержит элементы сиртоса в медленной части и пидихтоса — в быстрой.

## Хореография
Сиртаки танцуют, стоя в линию или, реже, встав в круг, и положив руки на плечи соседей. Метр — 4/4, темп возрастающий, и часто в быстрой части танца метр меняется на 2/4. Сиртаки начинается с медленных, плавных движений, постепенно переходящих в более быстрые и резкие, нередко включающие прыжки и скачки.

## Рекорд Гиннесса
31 августа 2012 года в городе Волос, Фессалия, Греция, был поставлен рекорд, вошедший в Книгу рекордов Гиннесса, по самому многочисленному танцу сиртаки. Местный муниципалитет готовился к этому рекорду почти месяц, и планировалось поставить в ряд 6400 человек, но официально было зарегистрировано только 5164. Ночью в течение 5 минут добровольцы танцевали танец Зорбы на набережной, превысив предыдущий рекорд, зафиксированный на Кипре в 2010 году (1672 участника), почти в 4 раза.

## В Перу
В Перу у разных людей мелодия сиртаки может вызывать различные эмоции, поскольку ассоциируется с видеозаписью встречи руководителей леворадикальной организации «Сияющий путь». На этой записи лидер организации Абимаэль Гусман, одетый в костюм в стиле Мао, танцует сиртаки со своими товарищами.